# André Breton
André Breton (19. února 1896 Tinchebray (Orne), Francie – 28. září 1966 Paříž) byl francouzský básník a prozaik. Je považován za zakladatele a hlavního teoretika surrealismu.

## Život
Jako mladý student medicíny psal lyriku, ovlivněn symbolisty, obzvláště Stéphanem Mallarmém. Na počátku roku 1916 se v Nantes seznámil s Jacquesem Vachém, který na něj měl rozhodující vliv. Intenzivně se zabýval Rimbaudem a pracemi Sigmunda Freuda, se kterým si také vyměnil několik dopisů a v roce 1921 ho ve Vídni navštívil. Psychoanalýza hrála rozhodující úlohu v jeho životě, první možnost zkoušet její poznatky v praxi se mu naskytla během první světové války, kdy sloužil jako asistent v psychiatrickém středisku II. armády v Saint-Dizier. Roku 1918 se seznámil s Guillaumem Apollinairem a v roce 1919 spolu s Louisem Aragonem a Philippe Soupaultem založil revui Littérature.
Poté, co v roce 1919 přišel z Curychu Tristan Tzara, se v Paříži začalo rozvíjet dadaistické hnutí a Breton se stal jeho členem. Po čase však začal jeho prostředky shledávat neúčelnými a došlo mezi ním a Tzarou k názorovým střetům. Jeho definitivní rozchod s dadaismem nastal v roce 1922. Už dva roky před tím, společně se Soupaultem, vydal Magnetická pole, automatický text, podle Bretonova pozdějšího vyjádření první surrealistické dílo vůbec. Nebylo prezentováno jako umění, ale jako práce v podstatě vědecká. Ačkoli šlo o vědu, která neuznává aparát logiky a zkoumá ty nejniternější oblasti lidského ducha. V roce 1924 spolu se svými přáteli – Louisem Aragonem, Paulem Éluardem a Benjaminem Péretem - oficiálně ustavil surrealistickou skupinu. Breton se pak po celou dobu jejího trvání nacházel v jejím středu, to nejen pro svůj teoretický přínos, ale i výjimečné osobnostní vlastnosti. Ačkoli později byl často nahlížen jako autoritativní vůdce.
V roce 1924 také vydal Manifest surrealismu, ve kterém ho definoval jako „čistý psychický automatismus“ a stal se redaktorem revui La Révolution Surréaliste (dvanáct čísel 1924–1929), orgánu nové skupiny. V surrealismu viděl syntezi myšlenek Rimbauda – „přeměnit život“ a Marxe – „změnit svět“. Okolo roku 1925 se začal dostávat do ideové blízkosti komunismu. Přesto zpočátku odmítal výzvy Pierra Navilla přejít k politické akci a důraz kladl stále především na otázky ducha bez jakékoli vnější kontroly, i marxistické. Do Francouzské komunistické strany vstoupil, stejně jako Louis Aragon, Paul Éluard, Benjamin Péret a Pierre Unik, v roce 1927.

André Breton (1924)

Roku 1928 napsal svou dosud nejúspěšnější knihu – román Nadja. Nezachovává konvenční literární formu, ostatně literatura, tak jak je běžně chápána, byla jedním z hlavních bodů kritiky surrealistů, ale vypráví skutečný příběh způsobem ozřejmujícím surrealistické vnímání skutečnosti. Téhož roku se v Surrealismu a malířství (po rozšíření vydané znovu v roce 1965) snažil o poskytnutí teoretického základu surrealistickému malířství, představovanému dle něj umělci jako Max Ernst, Pablo Picasso, Joan Miró nebo André Masson. Spory uvnitř surrealistické skupiny v roce 1929 vedly k nutnosti jejího nového vymezení. Ve Druhém manifestu surrealismu ho tak Breton definuje jako společensko revoluční hnutí.
Breton a jeho přátelé měli stále větší problémy s komunistickou stranou. Na konci roku 1933 z ní byl, spolu s Éluardem a Crevelem, vyloučen. Napětí mezi ním a PCF definitivně vyvrcholilo v roce 1935. Breton se stal kritikem stalinismu. V době španělské občanské války se, stejně jako někteří další surrealisté (Tristan Tzara, Benjamin Péret), připojil na stranu republikánů. V roce 1935, v reakci na rozšiřování fašismu, založil spolu s Georgesem Bataillem skupinu levicových revolučních intelektuálů, známou pod názvem Protiútok, která si za cíl kladla především rozvoj a podporu revolučních sil. V roce 1938 se v Mexiku setkal u malíře Diega Rivery se Lvem Trockým. Společně došli ke shodě, že pro zachování revolučního potenciálu umění není možná jakákoli politická kontrola a vydali manifest Za nezávislé revoluční umění. Vyzýval k založení Mezinárodní federace nezávislého revolučního umění (FIARI), ta však byla předem odsouzena k neúspěchu.

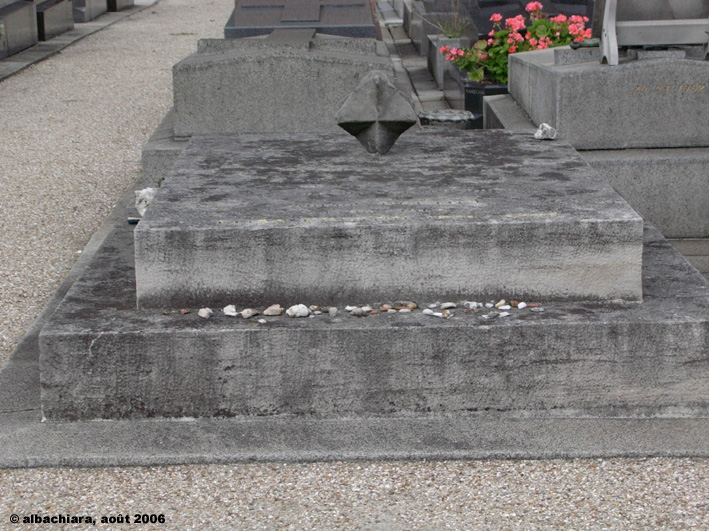
Jeho hrob na hřbitově Batignolles.

Mezitím se surrealismus rozšířil i za hranice Francie a Breton začal v pozici propagátora hnutí cestovat po světě. Na pozvání Vítězslava Nezvala v roce 1935 navštívil i Československo. V roce 1938 organizoval v Galerii des-Beaux-Arts v Paříži Mezinárodní výstavu surrealismu.
V roce 1940, po obsazení Francie německým Wehrmachtem, odešel přes Malé Antily do New Yorku. Tam se setkal s Marcelem Duchampem a Maxem Ernstem, společně publikovali v časopisu VVV. Dále vydal Prolegomena k Třetímu manifestu surrealismu, anebo ne. Po válce se vrátil do Evropy, ale jeho naděje na nový společenský a politický začátek byla zklamána. Pořádal několik výstav, až do konce života se snažil působit podpůrně ve věci surrealismu.
V roce 1966 umírá a je pohřben na pařížském hřbitově Batignolles.

## Dílo
- Zastavárna (Mont de piété), poezie, 1919
- Magnetická pole (Les Champs magnétiques), s Philippem Soupaultem, 1920
- Svit země (Clair de Terre), poezie, 1923
- Manifest surrealismu (Manifeste du Surréalisme), 1924
- Rozpustný ryba (Poisson Soluble), integrální součást manifestu, 1924
- Nadja, 1928
- Surrealismus a malířství (Le Surréalisme et la peinture), 1928–1965
- Druhý manifest surrealismu (Second Manifeste du Surréalisme), 1930
- Neposkvrněné početí (L'Immaculée Conception), s Paulem Éluardem, 1930
- Spojité nádoby (Les Vases communicants), 1932
- Revolver s bílými vlasy (Le revolver a cheveux blancs), poezie, 1932
- Vzduch vody (L'air de l'eau), poezie, 1934
- Šílená láska (L'Amour fou), 1937
- Za nezávislé revoluční umění (Pour un art indépendant révolutionnaire), se Lvem Trockým, 1938
- Antologie černého humoru (Anthologie de l’humour noir), 1940
- Prolegomena k třetímu manifestu surrealismu, anebo ne (Prolégomènes à un troisième manifeste ou non), 1942
- Arkán 17 (Arcane 17), 1944
- Óda na Charlese Fouriera (Ode à Charles Fourier), 1945
- Rozhovory (Entretiens), 1952
- Klíč k volnosti (La Clé des champs), 1953